# Krim-platform

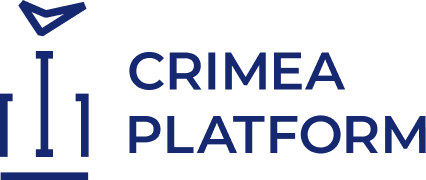
Het logo van Krim Platform

Het Krim Platform (Oekraïens: Кримська платформа, Krim-Tataars: Qırım platforması) is een internationaal coördinatiemechanisme geïnitieerd door Oekraïne, gericht op het agenderen van de kwestie van de Krim op de internationale agenda. Het Platform werkt aan bescherming van de mensenrechten in de Krim, deoccupatie van het schiereiland en versterking van de Europese en mondiale veiligheid. Het Platform werd officieel gelanceerd tijdens de oprichtingsconferentie in Kiev op 23 augustus 2021. Het Krim Platform is permanent actief en is gevestigd in Kiev.

## Geschiedenis van creatie en promotie
De plannen om een dergelijk platform op te richten werden bekend gemaakt door het ministerie van Re-integratie van de Tijdelijk Bezette Gebieden. Tijdens de 75ste zitting van de Algemene Vergadering van de VN in september 2020 riep president Zelensky de lidstaten op om zich bij de oprichting van het Platform aan te sluiten.
Vervolgens voerden de Oekraïense autoriteiten een campagne om westerse landen bij het Krim Platform te betrekken.
Op 26 februari 2021 ondertekende Volodymyr Zelensky het besluit "Betreffende bijzondere maatregelen gericht op de ontruiming en re-integratie van het tijdelijk bezette gebied van de autonome republiek van de Krim en de stad Sebastopol", waarin werd besloten een comité op te richten voor de voorbereiding en organisatie van het Krim Platform. Volgens dit document coördineert het ministerie van Buitenlandse Zaken de deelname van Oekraïne aan het Krimplatform. De voorzitter van het organisatiecomité voor de voorbereiding van de oprichtingsconferentie was de minister van Buitenlandse Zaken van Oekraïne Dmytro Kuleba.

## Werkgebieden en prioriteiten
Minister van Buitenlandse Zaken Dmytro Kuleba heeft vijf prioriteiten voor het Krim platform vastgesteld:
"Ten eerste; veiligheid, inclusief vrijheid van navigatie. Ten tweede: de effectiviteit van sancties tegen de agressorstaat. Ten derde: de bescherming van mensenrechten en het internationaal humanitair recht. Ten  vierde: bescherming van educatieve, culturele en religieuze rechten. Ten vijfde: het overkomen van de negatieve impact van de tijdelijke bezetting van de Krim op de economie en het milieu".
De langetermijndoelen van het Krim Platform focussen op de volgende prioriteitsgebieden:
- consolidatie van het internationale beleid van niet-erkenning van enige verandering in de internationale juridische status van de Krim;
- effectiviteit van sancties, de versterking ervan en het voorkomen van omzeiling;
- bescherming van mensenrechten en internationaal humanitair recht;
- het waarborgen van de veiligheid in het gebied van de Zee van Azov en de Zwarte Zee en daarbuiten, bescherming van het beginsel van vrijheid van navigatie;
- het overwinnen van de negatieve ecologische en economische gevolgen van de bezetting.[9]

Bijzondere aandacht wordt besteed aan de kwestie van de politieke gevangenen op het bezette schiereiland.
Het Platform is werkzaam op vier niveaus: presidentieel, ministerieel (ministers van Buitenlandse Zaken), parlementaire en expertniveau. Intergouvernementele samenwerking vindt plaats in de vorm van overleg met de ministers van Buitenlandse Zaken, coördinatievergaderingen van gespecialiseerde werkgroepen in elk prioriteitsgebied, en door middel van conferenties.
Het Platform is werkzaam totdat het schiereiland weer onder Oekraïense controle is.

## Constituerende top

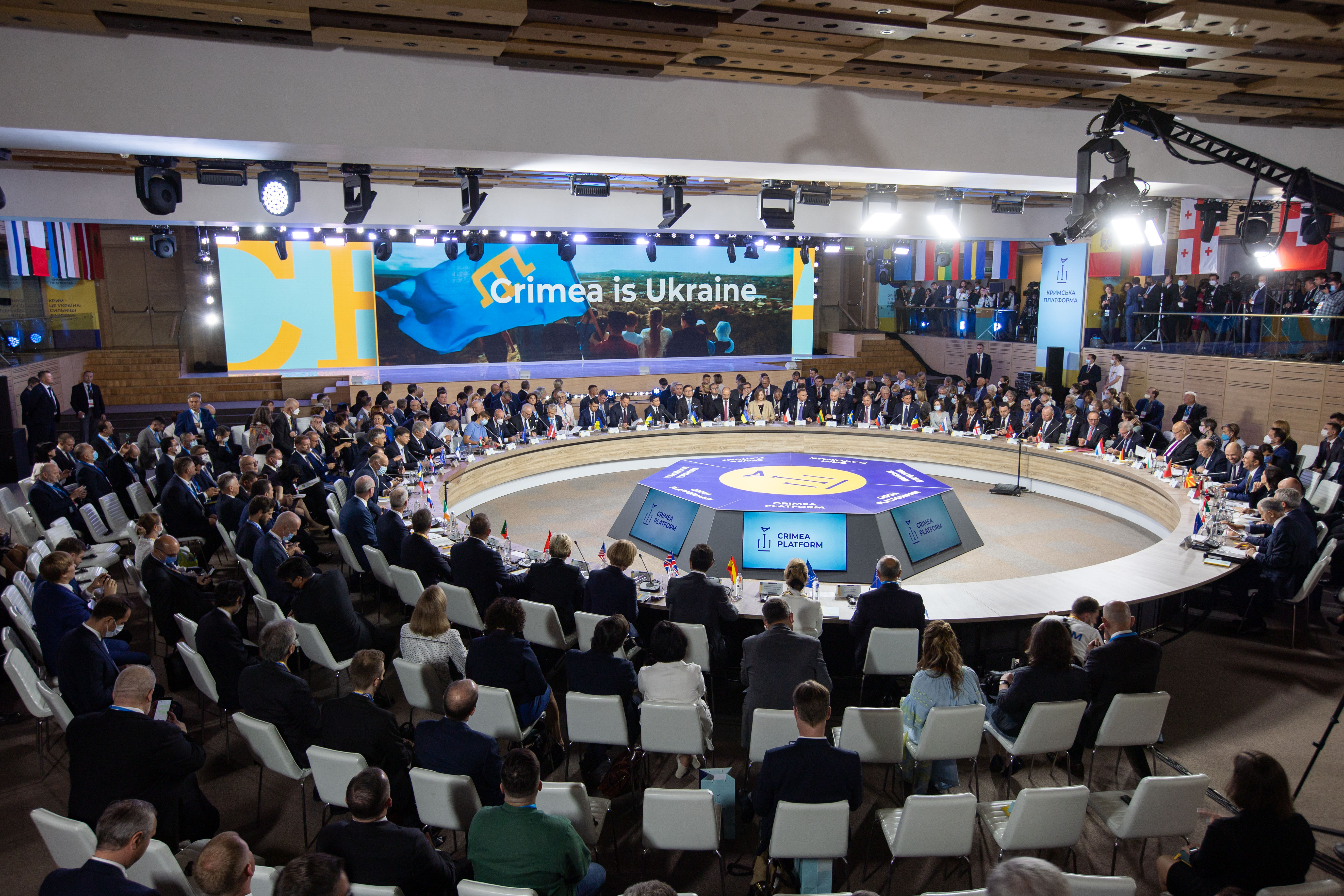
Constituerende top in Kiev, 23 augustus 2021

Turkije, de Verenigde Staten, Canada, het Verenigd Koninkrijk en Moldavië waren de eerste staten die hun plannen aankondigden om de vertegenwoordigers naar de Kiev top te sturen.
De oprichtingsconferentie van het Krim Platform vond plaats op 23 augustus 2021 in Kiev. Het was het eerste evenement van het Platform op het hoogste politieke niveau en het lanceerde hier officieel zijn activiteiten.
46 landen en internationale organisaties namen deel aan de top.
Sprekers op de conferentie waren de president van Oekraïne Volodymyr Zelensky; de voorzitter van de Verchovna Rada Dmytro Razumkov; premier Denis Shmygal; verschillende hoofden van buitenlandse delegaties; de leider van het Krim-Tataarse volk, Mustafa Cemilev; en de vertegenwoordiger van het Krim Platform-expertnetwerk Olga Skrypnyk.
In de thematische panels van de conferentie besteedden hooggeplaatste functionarissen, politici, buitenlandse experts en publieke opinieleiders aandacht aan het niet-erkennen van de annexatie van de Krim, het sanctiebeleid, de veiligheid van het Azov-Zwarte Zeegebied, mensenrechten en internationaal humanitair recht, en de economische en milieugevolgen van de bezetting.
De Verchovna Rada – het parlement van Oekraïne riep internationale organisaties en andere staten op om de samenwerking in het kader van het Krim Platform te versterken door een relevante resolutie aan te nemen op de conferentie.

## Verklaring
Na de oprichtingsconferentie hebben de deelnemende landen een definitieve gezamenlijke verklaring goedgekeurd. In het document is het afgesproken om:
- het Internationale Krim Platform te creëren voor overleg en coördinatie, teneinde een vreedzame beëindiging van de tijdelijke bezetting van de Krim door Rusland;
- het beleid van niet-erkenning van de illegale annexatie van de Krim door Rusland voort te zetten;
- de introductie van verdere "politieke, diplomatieke en beperkende maatregelen" tegen Rusland "indien voorzien door het rechtssysteem van elk lid van het platform en in overeenstemming met toepasbare procedures te overwegen, indien nodig en indien de acties van Rusland dit vereisen";
- nieuwe uitdagingen en hybride dreigingen die worden veroorzaakt door de voortgaande militarisering van de Krim te weerstaan;
- Rusland op te roepen om zijn verplichtingen als bezettingsmacht in overeenstemming met het internationaal humanitair recht na te komen, van Rusland te eisen om onmiddellijk een einde te maken aan alle mensenrechtenschendingen en schendingen jegens de inwoners van de Krim, en te zorgen voor volledige en ongehinderde toegang tot de Krim voor mensenrechtenbewakingsmechanismen en mensenrechtenactivisten;
- betreffende mechanismen van de VN, de Raad van Europa, de OVSE, en andere internationale en regionale organisaties te gebruiken om problemen in verband met de tijdelijke bezetting aan te pakken;
- de mogelijkheid de ontwikkeling van regio’s van Oekraïne die grenzen aan het tijdelijk bezette schiereiland van de Krim te overwegen;
- de rol van de nationale parlementen bij het tegengaan van de voorlopige bezetting van de Krim te erkennen en de coördinatie van activiteiten op de Krim tussen nationale parlementen en in interparlementaire vergaderingen te stimuleren.[15]

De deelnemers van het Krim Platform kijken uit naar de teruggave van de tijdelijk bezet gebieden van de Krim en Sebastopol aan Oekraïne en vernieuwing van hun autonome status. Ze roepen Rusland op om constructief deel ten nemen aan het Platform gericht op de stopzetting van de tijdelijke bezetting van het schiereiland.
De verklaring staat open voor toetreding. Oekraïne roept de andere VN-landen op om zich aan te sluiten.

## Vestigingen van het Krimplatform

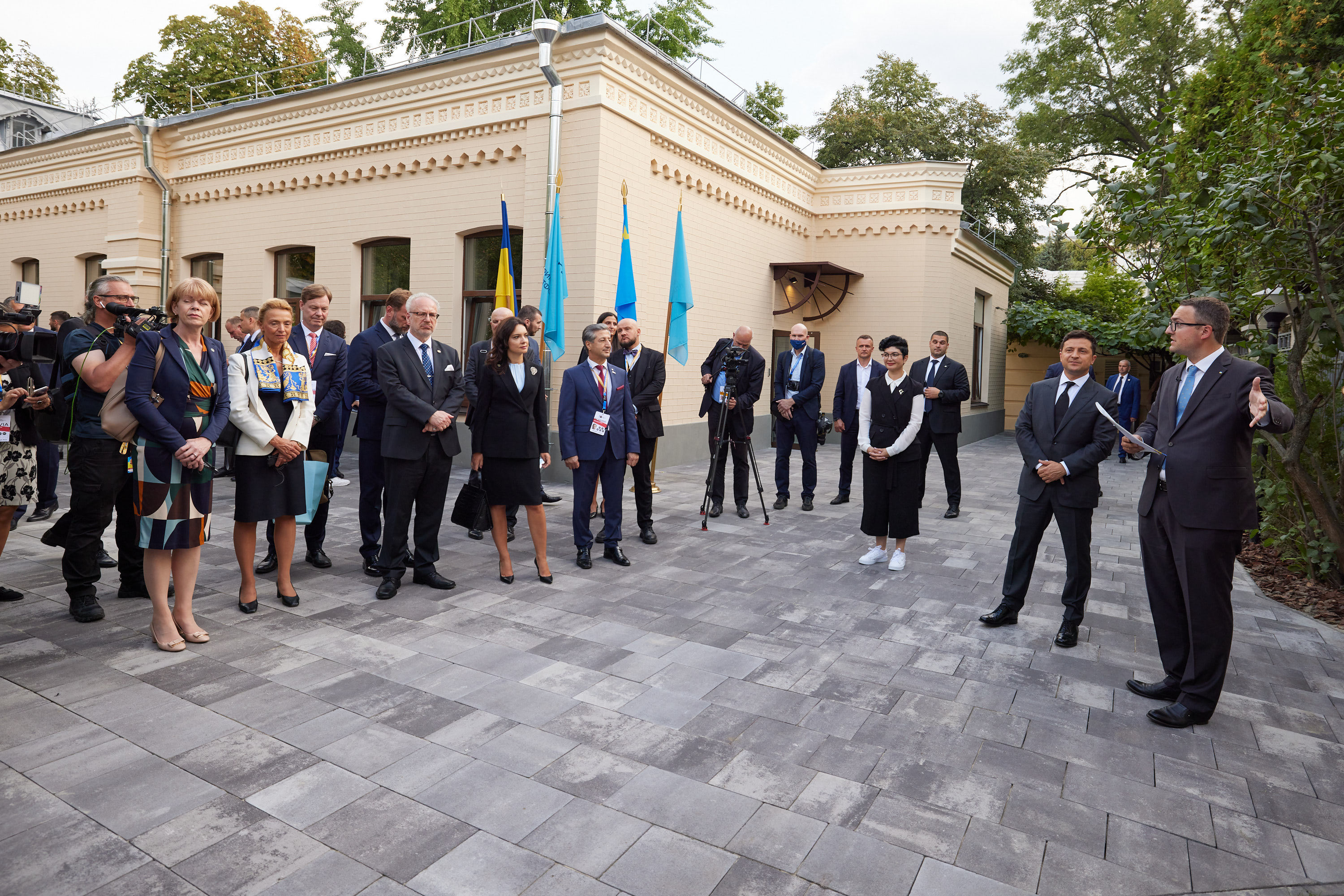
Opening van het kantoor van het Platform

Op de dag van de oprichtingsconferentie werd het hoofdkantoor van het Krim Platform gevestigd te Kiev, aan de Lypskastraat nummer 2. Tot de taken van het kantoor behoren met name het 24 uur per dag monitoren van de situatie op het bezette schiereiland op het gebied van mensenrechten, economische en ecologische situatie, cultureel erfgoed, support bij de uitvoering van de strategie voor de deoccupatie en re-integratie van de Krim, samenwerking met  het ministerie van Buitenlandse Zaken en internationale partners, en communicatie met Oekraïense burgers over vragen aangaande de Krim, Het hoofd van het kantoor is Anton Korynevych, de permanente vertegenwoordiger van de president bij de autonome republiek van de Krim.
Het is de bedoeling om kantoren van het Krim Platform te openen in enkele andere landen die de verklaring hebben ondertekend.